# 井戸木鴻樹
井戸木 鴻樹（いどき こうき、本名及び旧登録名：井戸木 幸喜［読み同じ］、1961年11月2日 - ）は、日本のプロゴルファー。所属は小野東洋ゴルフ倶楽部。

## 略歴
1961年11月2日、大阪府茨木市出身。茨木市立豊川中学校3年次で全日本ジュニア中学の部で優勝記録を持つ。
中学校卒業と同時にプロゴルファーを目指して箕面ゴルフ倶楽部へ入門。クラブ支配人を務めていたプロゴルファー・前田利光を師匠と仰ぐ。
プロテストを受けること4回目にして合格、1982年にプロ入りを果たし、1983年のミズノプロ新人戦にてプロデビューとなった。
ツアープロになってから7年目の1990年の関西プロゴルフ選手権（大山平原ゴルフクラブ）で中村通、前田新作らとの優勝争いを制し、9アンダー（279）でプロ初優勝を飾る。その後、1993年のNST新潟オープンゴルフトーナメントで2勝目を挙げた。ツアー通算2勝ながら1990年から2012年までレギュラーツアーで15回賞金シードを獲得するなど、安定した成績を残している。
2011年に50歳の誕生日を迎えたことから、2012年より日本シニアプロゴルフツアーに参戦、2012年シニアプロゴルフツアー最終戦の富士フイルムシニアチャンピオンシップでシニア初優勝を飾り、シニアプロゴルフツアー賞金ランキング2位となった。
2013年、日本シニアツアー賞金ランキング2位で出場権を獲得した全米プロシニアゴルフ選手権（ アメリカ合衆国 ミズーリ州セントルイス：ベルリーブカントリークラブ）に出場、自身初の海外試合であったが、3日目時点で首位と5ストローク差の5位からウッドクラブ6本を駆使して最終日にバーディー6個を奪い、ノーボギーの65で回り、通算11アンダー（273）のスコアで逆転優勝、レギュラーツアー及びシニアツアーを通して、日本男子選手として初となるPGAツアー公式戦（メジャー競技大会）優勝を飾った。
2014年以降は優勝から遠ざかっていたが、2021年、ホストプロとして臨んだ2021 ISPS HANDA 楽しく面白いシニアトーナメントにて、首位から6打差の1アンダー・28位からスタートした最終日（2日目）に9アンダー・63をマークして27人抜きの大逆転を果たし、通算10アンダーで前述の富士フイルムシニア以来9年ぶりとなる日本シニアツアー通算2勝目を挙げた。そして、コマツオープン2021では、10アンダー・首位タイでスタートした最終日（3日目）に16番～18番ホールの3連続バーディで清水洋一との競り合いを制して65をマークし、通算17アンダーで同シニアツアー当シーズン2勝目、通算3勝目を挙げた。同一シーズンで複数回優勝を達成したのは、日本ツアー時代を含めて自身初。

## 人物・エピソード
- 若い頃は無頼の酒好きで知られ、関西プロゴルフ界のドンと謳われた杉原輝雄から、「酒の量を減らせい」と注意されたことがあったという[2]。
- かつてはクワガタのブリーダーとしても有名であり、自宅に100匹のクワガタを飼育していた。また試合中にもトーナメントコースで昆虫採集もしたことがあったという[5]。

## ツアー優勝記録

### レギュラーツアー
| 開催時期              | 大会名                            | 優勝スコア | 開催ゴルフ場                               |
| --------------------- | --------------------------------- | ---------- | ------------------------------------------ |
| 1990年6月28日〜7月1日 | 関西プロゴルフ選手権              | -9（279）  | 大山平原ゴルフクラブ（鳥取県西伯郡伯耆町） |
| 1993年7月29日〜8月1日 | NST新潟オープンゴルフトーナメント | -13（275） | 長岡カントリー倶楽部（新潟県長岡市）       |

### シニアツアー
| 開催時期             | 大会名                                         | 優勝スコア | 開催ゴルフ場                                                         |
| -------------------- | ---------------------------------------------- | ---------- | -------------------------------------------------------------------- |
| 2012年11月1日〜3日   | 富士フイルムシニアチャンピオンシップ           | -12（204） | ザ・カントリークラブ・ジャパン（千葉県木更津市）                     |
| 2013年5月23日〜26日  | 全米プロシニアゴルフ選手権                     | -11（273） | ベルリーブカントリークラブ（ アメリカ合衆国 ミズーリ州セントルイス） |
| 2021年7月8日〜9日    | 2021 ISPS HANDA 楽しく面白いシニアトーナメント | -10（134） | 太平洋クラブ大洗シャーウッドコース（茨城県東茨城郡大洗町）           |
| 2021年9月9日〜11日   | コマツオープン2021                             | -17（199） | 小松カントリークラブ（石川県小松市）                                 |
| 2021年10月16日～17日 | 佐世保シニアオープンゴルフトーナメント         | -8（136）  | 佐世保カントリー倶楽部（長崎県佐世保市）                             |

## メディア出演
- 原田伸郎のめざせパーゴルフ（サンテレビ）
- 趣味どきっ!「全米No.1男が斬る! 損してまっせ! あなたのゴルフ」（2016年10月・11月期、NHK Eテレ） - 講師